# Sophie von Weiler
Sophie von Weiler (née le 24 décembre 1958 à Bois-le-Duc) est une joueuse de hockey sur gazon néerlandaise, sélectionnée en équipe des Pays-Bas de hockey sur gazon féminin à 137 reprises. 
Elle est sacrée championne olympique en 1984 à Los Angeles et remporte la médaille de bronze aux Jeux olympiques d'été de 1988 à Séoul. Elle est aussi championne du monde en 1983 et 1986, vice-championne du monde en 1981 et championne d'Europe en 1987.